# Kabuverdianu
Kabuverdianu jezik (kapverdski jezik, zelenortski kreolski; “badiu”, caboverdiano, criol, crioulo, kriol, krioulo, “sampadjudu”; ISO 639-3: kea) kreolski jezik temeljen na portugalskom kojim govori 394 000 ljudi na Kapverdskim otocima. Nacionalni je jezik Kapverđana, naroda koje su Portugalci nazivali Badiu ili Sampadjudu
Govore se dva dijalekta, sotavento (255 000) na otocima Santiago, Maio, Fogo, i Brava i barlavento (138 800) na otocima Santo Antão, São Vicente, São Nicolau, Sal, i Boa Vista.

## Vanjske poveznice
- Ethnologue (14th)
- Ethnologue (15th)